# D14E
D14E (JMD1360) là một loại đầu máy diesel khổ tiêu chuẩn được sử dụng trên tuyến đường sắt Yên Viên - Cái Lân và Yên Viên - Lưu Xá của Việt Nam.

## Thông tin cơ bản
Đầu máy D14E được sản xuất bởi Công ty Đầu máy CRRC Qishuyan dùng để kéo tàu khách và tàu hàng dành riêng cho Việt Nam. Nó được thiết kế để vận hành trên đường sắt khổ tiêu chuẩn. Đầu máy này sử dụng Động cơ diesel 3508B của Caterpillar. D14E sử dụng loại truyền tải điện AC - DC. Những loại đầu máy D14E có sắp xếp bánh xe Co - Co tương tự với đầu máy DF8B.

### Đánh số
Có tổng cộng là 5 đầu máy D14E được sản xuất ra với số hiệu từ D14E - 2011 đến D14E - 2015, hiện đang nằm tại Xí nghiệp đầu máy Hà Nội (cơ sở Yên Viên), hoạt động hạn chế.